# Stylidium rhipidium
Stylidium rhipidium este o specie de plante dicotiledonate din genul Stylidium, familia Stylidiaceae, ordinul Asterales, descrisă de R. Erickson și Amp; J. H. Willis. Conform Catalogue of Life specia Stylidium rhipidium nu are subspecii cunoscute.